# Antonio Ludeña
Antonio Ludeña (Almusafes, 23 de diciembre de 1740 - Cremona, 1 de marzo de 1820) fue un jesuita, matemático y  físico español, profesor en la Universidad de Camerino. Autor relacionado con los también expulsos Juan Andrés y Antonio Eximeno, ha sido adscrito a la Escuela Universalista Española del siglo XVIII.

## Obras
- De vera, et necessaria motus accelerati theoria (en latín). Camerino: Vincenzo Gori. 1781.
- Dissertazione sopra il quesito (en italiano). Mantua: Erede di Alberto Pazzoni. 1788.
- Due opuscoli matematici (en italiano). Venecia: Giacomo Storti. 1793.
- Vera idraulica teoria (en italiano) 1. Cremona: Fratelli Manini. 1817.
- Vera idraulica teoria (en italiano) 2. Cremona: Fratelli Manini. 1817.
- Vera idraulica teoria (en italiano) 3. Cremona: Fratelli Manini. 1818.